# Budge Patty
Pour les articles homonymes, voir Patty (homonymie).
John Edward Patty dit Budge Patty, né le 11 février 1924 à Fort Smith en Arkansas, et mort le 5 octobre 2021 à Lausanne en Suisse,,, est un joueur de tennis américain.
Il remporte deux titres du Grand Chelem à Roland-Garros et à Wimbledon en 1950.
Il est membre du  International Tennis Hall of Fame depuis 1977.

## Biographie
Budge Patty découvre la France et plus particulièrement Paris au moment de la libération de la ville en 1945. Surnommé Budge par son frère en effet celui-ci lui disait fréquemment en anglais : budge ; signifiant en français bouge, à cause d'une certaine lenteur dans ses gestes. Cependant, ce surnom fait aussi référence à son illustre ainé Donald Budge le premier joueur de l'histoire du tennis à avoir réussi le Grand Chelem.
Il est classé n°1 mondial par John Olliff du Daily Telegraph en 1950.
Peu considéré par les dirigeants américains de l'USTA, il n'a été sélectionné qu'à une seule reprise en Coupe Davis lors d'une rencontre face au Canada à Montréal en 1951.

## Carrière
À ses débuts en 1945, il était encore un inconnu dans le monde du tennis bien qu'il ait gagné un tournoi dans son pays en août 1943 à Salt Lake City. Mais Budge apprend très vite et ses progrès lui permettent de jouer aussi bien sur terre battue que sur herbe. La preuve : il est demi-finaliste à Wimbledon en 1947 et à Roland-Garros en 1948. Dès 1949, il parvient en finale de Roland-Garros. Mais il est battu par son compatriote Frank Parker en 4 sets (6-3, 1-6, 6-1, 6-4). Il ne se décourage pas pour autant et en 1950 c'est l'apothéose. Il remporte le 4 juin de cette même année le titre à Roland-Garros contre Jaroslav Drobný dans un match à rebondissements. Budge Patty remporte facilement les 2 premiers sets avant de s'écrouler, ce qui permet à Drobny de revenir à 2 sets partout. Budge jette ses dernières forces dans la bataille pour enfin l'emporter en 5 sets (6-1, 6-2, 3-6, 5-7, 7-5). Un mois plus tard, c'est Wimbledon qui lui sourit dans une finale, avec un score plus facile contre l'Australien Frank Sedgman en 4 sets (6-1, 8-10, 6-2, 6-3). Ce sera son seul doublé Roland-Garros et Wimbledon. Curieusement, il ne parviendra plus jamais à une finale d'un tournoi du Grand Chelem. Peut-être à cause d'une blessure récurrente à la cheville. Mais cela ne l'empêchera pas de se bâtir un palmarès digne des plus grands. Il y a une ville qui va lui réussir particulièrement : Paris. Celle-ci sera pour lui (il y résida longtemps) la cause de ses plus grandes joies. En effet, dans tous les tournois qui existaient dans la capitale dans les années 1950, il en remportera exactement 20, largement devant un autre illustre joueur (Ken Rosewall) avec seulement 11 titres. Il gagne sa dernière finale à Kitzbühel en août 1959. Il se retire du tennis en 1960.

## Palmarès (partiel)

### Titre en double messieurs
| No | Date       | Nom et lieu du tournoi      | Catégorie | Surface      | Partenaire     | Finalistes            | Score               |          |
| -- | ---------- | --------------------------- | --------- | ------------ | -------------- | --------------------- | ------------------- | -------- |
| 1  | 24-06-1957 | The Championships Wimbledon | G. Chelem | Gazon (ext.) | Gardnar Mulloy | Neale Fraser Lew Hoad | 8-10, 6-4, 6-4, 6-4 | Parcours |

### Finale en double messieurs
| No | Date       | Nom et lieu du tournoi                 | Catégorie | Surface      | Vainqueurs                 | Partenaire     | Score              |          |
| -- | ---------- | -------------------------------------- | --------- | ------------ | -------------------------- | -------------- | ------------------ | -------- |
| 1  | 30-08-1957 | US National Championships Forest Hills | G. Chelem | Gazon (ext.) | Ashley Cooper Neale Fraser | Gardnar Mulloy | 4-6, 6-3, 9-7, 6-3 | Parcours |

### Titre en double mixte
| No | Date       | Nom et lieu du tournoi         | Catégorie | Surface      | Partenaire   | Finalistes              | Score    |          |
| -- | ---------- | ------------------------------ | --------- | ------------ | ------------ | ----------------------- | -------- | -------- |
| 1  | 18-07-1946 | Internationaux de France Paris | G. Chelem | Terre (ext.) | Pauline Betz | Dorothy Bundy Tom Brown | 7-5, 9-7 | Parcours |

## Parcours dans les tournois duGrand Chelem

### En simple
| Année | Open d'Australie | Open d'Australie | Internationaux de France | Internationaux de France | Wimbledon       | Wimbledon       | US Open         | US Open        |
| ----- | ---------------- | ---------------- | ------------------------ | ------------------------ | --------------- | --------------- | --------------- | -------------- |
| 1941  | —                | —                | —                        | —                        | —               | —               | 2e tour (1/32)  | Ted Schroeder  |
| 1946  | —                | —                | 1/4 de finale            | Marcel Bernard           | 1/8 de finale   | Dinny Pails     | 1/8 de finale   | Bob Falkenburg |
| 1947  | —                | —                | 1/8 de finale            | A. Ádám-Stolpa           | 1/2 finale      | Tom Brown       | —               | —              |
| 1948  | —                | —                | 1/2 finale               | Jaroslav Drobný          | 1/4 de finale   | John Bromwich   | 3e tour (1/16)  | Bob Falkenburg |
| 1949  | —                | —                | Finale                   | Frank Parker             | 3e tour (1/16)  | Jaroslav Drobný | —               | —              |
| 1950  | —                | —                | Victoire                 | Jaroslav Drobný          | Victoire        | Frank Sedgman   | —               | —              |
| 1951  | —                | —                | 1/8 de finale            | Lennart Bergelin         | 2e tour (1/32)  | Ham Richardson  | 1/4 de finale   | Dick Savitt    |
| 1952  | —                | —                | 1/4 de finale            | Frank Sedgman            | 1/8 de finale   | Vic Seixas      | —               | —              |
| 1953  | —                | —                | 1/8 de finale            | Felicisimo Ampon         | 3e tour (1/16)  | Jaroslav Drobný | 1/4 de finale   | Tony Trabert   |
| 1954  | —                | —                | 1/2 finale               | Tony Trabert             | 1/2 finale      | Jaroslav Drobný | —               | —              |
| 1955  | —                | —                | 1/4 de finale            | Sven Davidson            | 1/2 finale      | Tony Trabert    | —               | —              |
| 1956  | —                | —                | 1/8 de finale            | Jacky Brichant           | 2e tour (1/32)  | Bobby Wilson    | —               | —              |
| 1957  | —                | —                | 1/8 de finale            | Neale Fraser             | 1/8 de finale   | Neale Fraser    | 1/4 de finale   | Ashley Cooper  |
| 1958  | —                | —                | 1/8 de finale            | Robert Haillet           | 1/8 de finale   | Sven Davidson   | 1er tour (1/64) | Whitney Reed   |
| 1959  | —                | —                | 3e tour (1/16)           | J-E. Lundqvist           | 1er tour (1/64) | Jon Douglas     | —               | —              |
| 1960  | —                | —                | 2e tour (1/32)           | Mario Llamas             | 1er tour (1/64) | N. Pietrangeli  | —               | —              |

N.B. : à droite du résultat se trouve le nom de l'ultime adversaire.